# Mecanismo gangorra
Na teoria da grande unificação da física de partículas, e, em particular, em teorias de massas de neutrinos e oscilação de neutrinos, o mecanismo gangorra é um modelo genérico utilizado para entender a grandeza relativa das massas de neutrinos observadas, na ordem de eV, comparado com as massas dos quarks e léptons carregados, que são milhões de vezes mais pesados. O nome do mecanismo de gangorra foi dado por Tsutomu Yanagida em uma conferência em Tóquio em 1981.
Há vários tipos de modelos, cada um estendendo o Modelo Padrão . A versão mais simples, "Tipo 1", estende o Modelo Padrão assumindo dois ou mais campos de neutrinos dextrógiros inertes sob a interação eletrofraca,  e a existência de uma escala de massa bem extensa. Isso permite que a escala de massa seja identificável com a escala postulada da grande unificação.

## Gangorra tipo 1
Este modelo produz um neutrino leve, para cada um dos três sabores de neutrinos conhecidos, e um neutrino muito pesado correspondente para cada sabor, que ainda não foi observado.
O princípio matemático simples por trás do mecanismo gangorra é a seguinte propriedade de qualquer matriz 2 × 2 da forma
{\displaystyle A={\begin{pmatrix}0&M\\M&B\end{pmatrix}}.}
tem dois autovalores :
{\displaystyle \lambda _{(+)}={\frac {B+{\sqrt {B^{2}+4M^{2}}}}{2}},}
e
{\displaystyle \lambda _{(-)}={\frac {B-{\sqrt {B^{2}+4M^{2}}}}{2}}.}
A média geométrica de {\displaystyle \lambda _{(+)}} e {\displaystyle \lambda _{(-)}} é igual a {\displaystyle \left|M\right|}, porque o determinante {\displaystyle \lambda _{(+)}\;\lambda _{(-)}=-M^{2}} .
Assim, se um dos autovalores aumenta, o outro diminui e vice-versa. Esse é o porquê do nome " gangorra " do mecanismo.
Aplicando esse modelo aos neutrinos, {\displaystyle B} é assumido muito maior do que {\displaystyle M.} Então o maior autovalor, {\displaystyle \lambda _{(+)},} é aproximadamente igual a {\displaystyle B,} enquanto o menor autovalor é aproximadamente igual a
{\displaystyle \lambda _{-}\approx -{\frac {M^{2}}{B}}.}
Esse mecanismo serve para explicar  o porquê as massas dos neutrinos são tão pequenas.      A matriz A é essencialmente a matriz de massa dos neutrinos. O componente Majorana da massa {\displaystyle B} é comparável com a escala GUT e viola o número leptônico; enquanto os componentes de Dirac da massa {\displaystyle M} estão na ordem muito menor da escala eletrofraca, chamada de VEV ou valor esperado de vácuo inferior. O menor autovalor {\displaystyle \lambda _{(-)}}, então, resulta em uma massa de neutrinos muito pequena, comparável a 1 eV, a qual está em acordo qualitativo com experimentos - às vezes considerados como evidências de apoio para a estrutura das Grandes Teorias Unificadas.

## Fundo
A matriz A 2 × 2 surge de maneira natural dentro do modelo padrão, considerando a matriz de massa mais geral permitida pela invariância de calibre da ação do modelo padrão e as cargas correspondentes dos campos de léptons e neutrino.
Supondo que o neutrino é a parte  do espinor de Weyl, parte de um dubleto de isospin fraco leptônico levógiro; a outra parte é o lépton levógiro l {\displaystyle \ell ,} carregado,
{\displaystyle L={\begin{pmatrix}\chi \\\ell \end{pmatrix}},}
como ele está representado o modelo padrão mínimo com as massas do neutrino omitidas, e supondo que  é um neutrino dextrógiro de espinor de Weyl postulado, o qual é singleto no isospin fraco, ou seja, é um neutrino que não interage fracamente, como por exemplo o neutrino estéril.
Há três maneiras de formar termos de massa covariantes de Lorentz, resultando em
{\displaystyle {\tfrac {1}{2}}\,B'\,\chi ^{\alpha }\chi _{\alpha }\,,\quad {\frac {1}{2}}\,B\,\eta ^{\alpha }\eta _{\alpha }\,,\quad \mathrm {or} \quad M\,\eta ^{\alpha }\chi _{\alpha }\,,}
e seus complexos conjugados, que podem ser escritos como uma forma quadrática ,
{\displaystyle {\frac {1}{2}}\,{\begin{pmatrix}\chi &\eta \end{pmatrix}}{\begin{pmatrix}B'&M\\M&B\end{pmatrix}}{\begin{pmatrix}\chi \\\eta \end{pmatrix}}.}
Já que o espinor do neutrino dextrógiro não possui cargas em relação a todas as simetrias de calibre do modelo padrão, B é um parâmetro livre o qual pode, a princípio, ter qualquer valor arbitrário.
O parâmetro M é proibido pela simetria de gauge eletrofraca, e só pode aparecer após a quebra espontânea da simetria pelo mecanismo de Higgs, como as massas de Dirac dos léptons carregados. Em particular, como χ ∈ L tem isospin fraco1⁄2 como o campo de Higgs H, e {\displaystyle \eta } tem isospin fraco 0, o parâmetro de massa M pode ser gerado a partir das interações de Yukawa com o campo de Higgs, na forma de modelo padrão convencional,
{\displaystyle {\mathcal {L}}_{yuk}=y\,\eta L\epsilon H^{*}+...}
Isso significa que M é naturalmente da ordem do valor esperado do vácuo do campo de Higgs do modelo padrão,
o valor esperado de vácuo (VEV) {\displaystyle \quad v\;\approx \;\mathrm {246\;GeV} ,\qquad \qquad |\langle H\rangle |\;=\;v/{\sqrt {2}}}
{\displaystyle M_{t}={\mathcal {O}}\left(v/{\sqrt {2}}\right)\;\approx \;\mathrm {174\;GeV} ,}
se o acoplamento Yukawa adimensional é de ordem {\displaystyle y\approx 1} . Pode ser escolhido pequeno de forma consistente, mas valores extremos {\displaystyle y\gg 1} podem tornar o modelo não perturbativo .
O parâmetro {\displaystyle B'} por outro lado, é proibido, já que nenhum singleto  sob a influência da hipercarga fraca e isospin renormalizável pode ser formado usando esses componentes do dubleto – apenas um d não renormalizável termo de dimensão 5 é permitido. Esta é a origem do padrão e hierarquia de escalas da matriz de massa {\displaystyle A} dentro do "Tipo Mecanismo de gangorra de 1".
O maior valor de B pode ser motivado no contexto da grande unificação . Nesses modelos, simetrias de calibre ampliadas podem estar presentes, o que inicialmente força {\displaystyle B=0} na fase não quebrada, mas geram um valor grande e não nulo {\displaystyle B\approx M_{\mathsf {GUT}}\approx \mathrm {10^{+15}GeV} ,} em torno da escala de sua quebra de simetria espontânea . Então, dada uma massa {\displaystyle M\approx \mathrm {100\;GeV} } temos {\displaystyle \lambda _{(-)}\;\approx \;\mathrm {0.01\;eV} .} Uma escala enorme, portanto, induziu uma massa de neutrinos dramaticamente pequena para o autovetor {\displaystyle \nu \approx \chi -{\frac {\;M\;}{B}}\eta .}